# Blechnum patersonii
Blechnum patersonii là một loài thực vật có mạch trong họ Blechnaceae. Loài này được (R. Br.) Mett. mô tả khoa học đầu tiên năm 1856.

## Hình ảnh

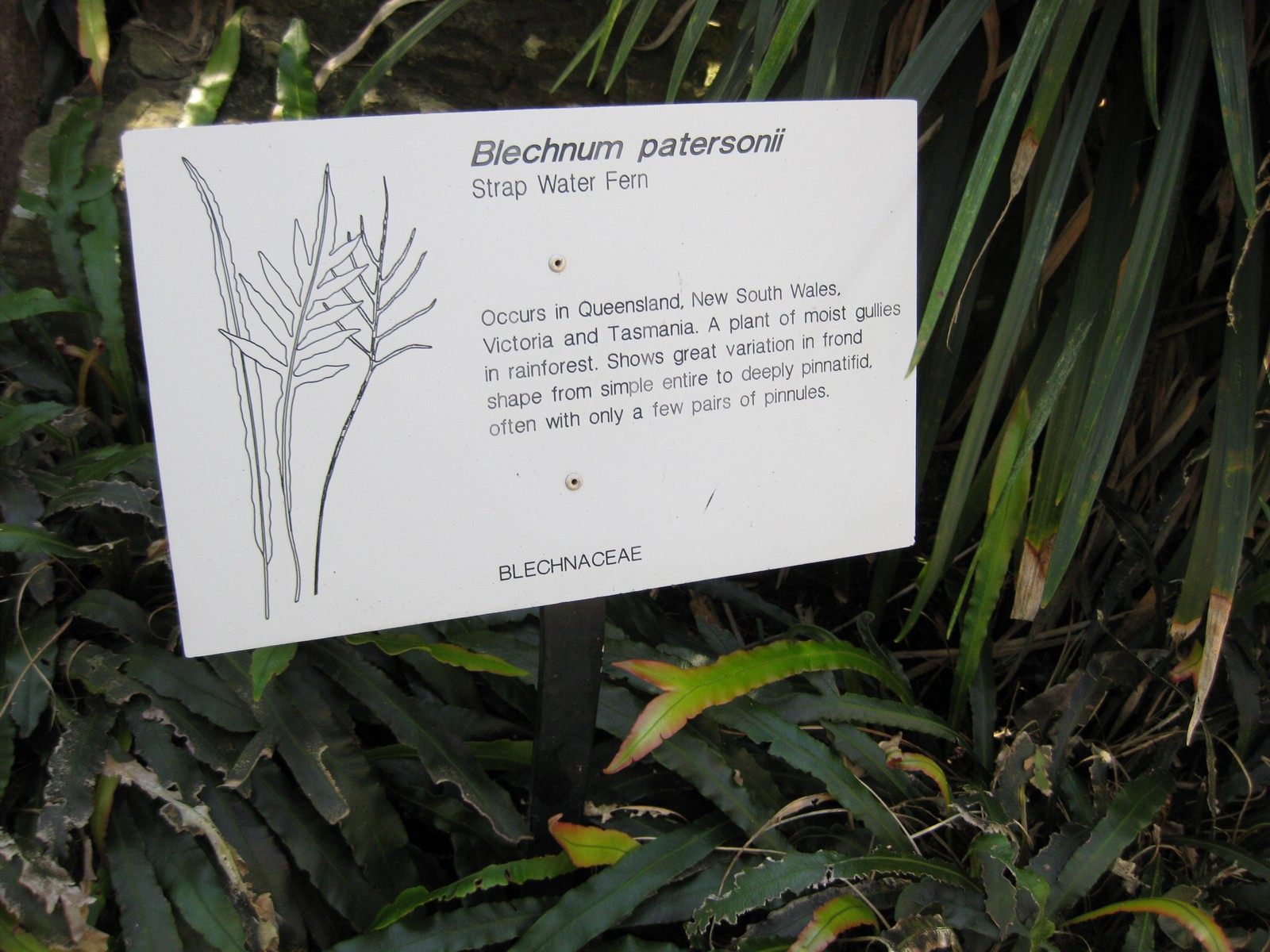